# Heinrich Bedford-Strohm
Henrich Bedford-Strohm, né Henrich Strohm le 30 mars 1960 à Memmingen, est un théologien systématique protestant allemand qui travaille sur l'éthique sociale.
Il est depuis le 30 octobre 2011 évêque régional de l'Église protestante luthérienne en Bavière et du 11 novembre 2014 à 2023 président de l'Église protestante en Allemagne, regroupement fédéral des églises protestantes luthériennes, réformées et unies,.